# Социјални консензус
Социјални консензус је сагласност међу свим члановима једне заједнице. Садржајима, приоритетима и методологијом остваривање различитих социјалних циљева. У смислу државе, односи се на сагласност о политици решавања социјалних и економских проблема до које се долази преговарањем, односно консултацијама власти са представницима свих интересних страна.